# Corynura patagonica
Corynura patagonica är en biart som först beskrevs av Cockerell 1919.  Corynura patagonica ingår i släktet Corynura och familjen vägbin. Inga underarter finns listade i Catalogue of Life.